# Pazayac
Pazayac est une commune française située dans le département de la Dordogne, en région Nouvelle-Aquitaine.

## Géographie

### Généralités
Bordée au nord par la Vézère, la commune de Pazayac est limitrophe du département de la Corrèze. est limitrophe du département de la Corrèze. C'est une commune rurale qui fait partie de l'unité urbaine de Brive-la-Gaillarde et de l'aire d'attraction de Brive-la-Gaillarde, zonage d’étude défini par l'Insee, qui a remplacé en 2020 l'aire urbaine de Brive-la-Gaillarde dont elle faisait partie. Elle est bordée au nord par la Vézère.
À 500 mètres au sud de la RD 6089, le bourg de Pazayac est éloigné, en distances orthodromiques, de six kilomètres à l'est du centre-ville de Terrasson-Lavilledieu et de treize kilomètres à l'ouest-sud-ouest de celui de Brive-la-Gaillarde.
Le territoire communal est également desservi par la RD 60.

### Communes limitrophes
La commune est limitrophe de cinq autres communes, dont deux dans le département de la Corrèze. Au nord-est, Saint-Pantaléon-de-Larche est limitrophe sur environ 300 mètres. Au nord-ouest, le territoire de Cublac est distant de moins de 800 mètres.
|                          | Mansac (Corrèze) | Saint-Pantaléon-de-Larche (Corrèze) |
| Terrasson-Lavilledieu    | Pazayac          |                                     |
| Les Coteaux Périgourdins |                  | La Feuillade                        |

### Géologie et relief

#### Géologie
Situé sur la plaque nord du Bassin aquitain et bordé à son extrémité nord-est par une frange du Massif central, le département de la Dordogne présente une grande diversité géologique. Les terrains sont disposés en profondeur en strates régulières, témoins d'une sédimentation sur cette ancienne plate-forme marine. Le département peut ainsi être découpé sur le plan géologique en quatre gradins différenciés selon leur âge géologique. Pazayac est dans le gradin extrême nord-est que constitue le dernier contrefort du Massif central, avec des roches cristallines formées au Paléozoïque, antérieurement au Carbonifère.
Les couches affleurantes sur le territoire communal sont constituées de formations superficielles du Quaternaire datant du Cénozoïque et de roches sédimentaires du Mésozoïque et du Paléozoïque. La formation la plus ancienne, notée r1c, se compose de grès de Villac et grès rouges de Brive, des grès rouges alternant de manière irrégulière avec des niveaux argileux rouges et micacés avec des lentilles conglomératiques (Autunien). La formation la plus récente, notée CFvs, fait partie des formations superficielles de type colluvions carbonatées de vallons secs : sable limoneux à débris calcaires et argile sableuse à débris. Le descriptif de ces couches est détaillé dans  la feuille « no 784 - Terrasson » de la carte géologique au 1/50 000 de la France métropolitaine, et sa notice associée.

Carte géologique de Pazayac.

#### Relief et paysages
Le département de la Dordogne se présente comme un vaste plateau incliné du nord-est (491 m, à la forêt de Vieillecour dans le Nontronnais, à Saint-Pierre-de-Frugie) au sud-ouest (2 m à Lamothe-Montravel). L'altitude du territoire communal varie quant à elle entre 88 mètres et 306 mètres,.
Dans le cadre de la Convention européenne du paysage entrée en vigueur en France le 1er juillet 2006, renforcée par la loi du 8 août 2016 pour la reconquête de la biodiversité, de la nature et des paysages, un atlas des paysages de la Dordogne a été élaboré sous maîtrise d’ouvrage de l’État et publié en octobre 2020. Les paysages du département s'organisent en huit unités paysagères,. La commune fait partie du Périgord noir, un paysage vallonné et forestier, qui ne s’ouvre que ponctuellement autour de vallées-couloirs et d’une multitude de clairières de toutes tailles. Il s'étend du nord de la Vézère au sud de la Dordogne (en amont de Lalinde) et est riche d’un patrimoine exceptionnel.
La superficie cadastrale de la commune publiée par l'Insee, qui sert de référence dans toutes les statistiques, est de 6,84 km2,,. La superficie géographique, issue de la BD Topo, composante du Référentiel à grande échelle produit par l'IGN, est également de 6,84 km2.

### Hydrographie

#### Réseau hydrographique
La commune est située dans le bassin de la Dordogne au sein du Bassin Adour-Garonne. Elle est drainée par la Vézère et le Montel et par deux petits cours d'eau, qui constituent un réseau hydrographique de 10 km de longueur totale,.
La Vézère, d'une longueur totale de 211,2 km, prend sa source en Corrèze dans la commune de Meymac et se jette dans la Dordogne — dont elle est l'un des principaux affluents — en rive droite, à Limeuil, face à Alles-sur-Dordogne,. Elle borde la commune au nord sur près de quatre kilomètres et demi, face à Saint-Pantaléon-de-Larche et Mansac.
Affluent de rive gauche de la Vézère, le Montel marque la limite communale et départementale à l'est sur près de deux kilomètres, face à La Feuillade.

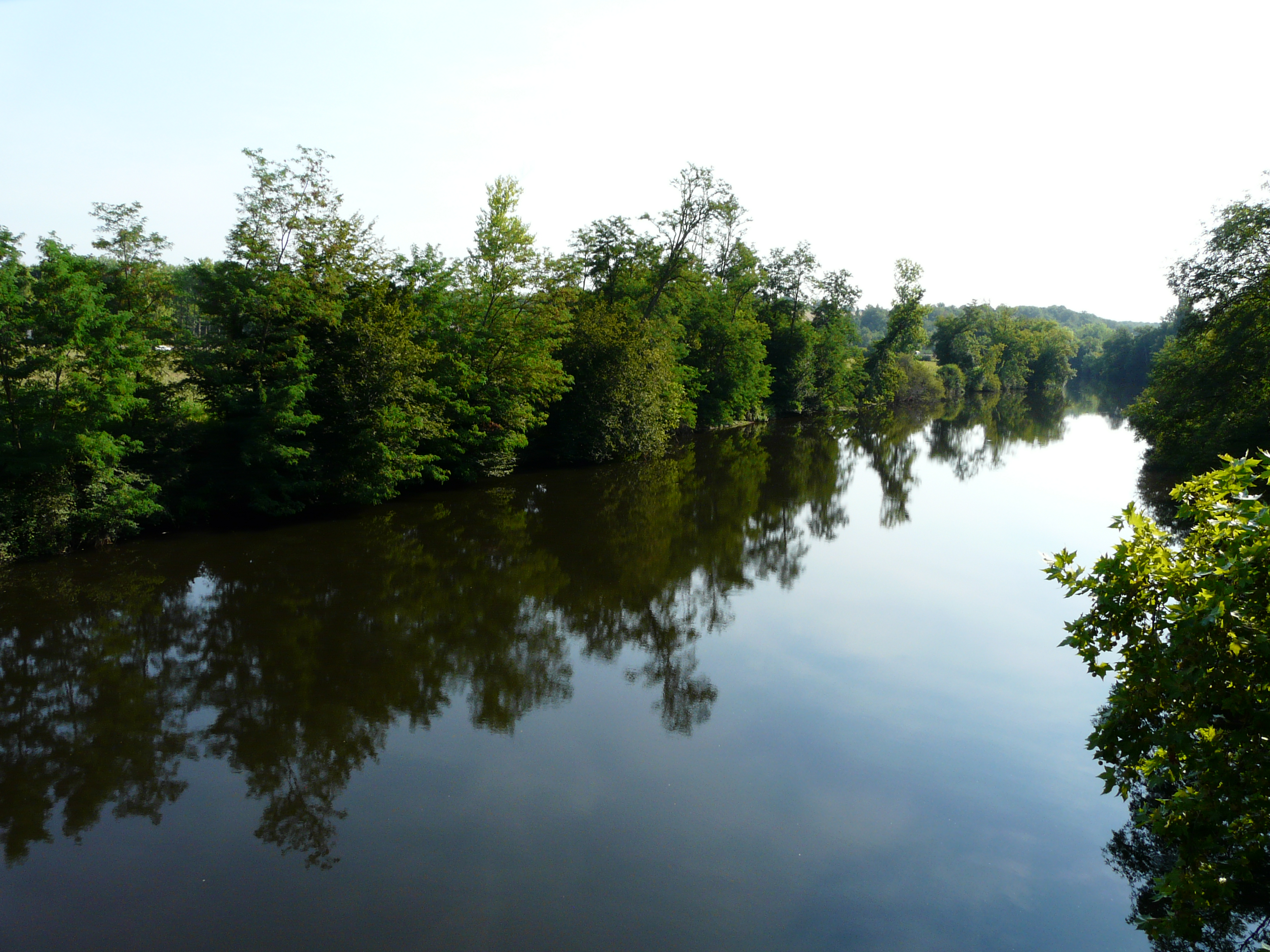
La Vézère en limites de Pazayac (à droite) et de Mansac (en rive opposée).
Réseaux hydrographique et routier de Pazayac.

#### Gestion et qualité des eaux
Le territoire communal est couvert par le schéma d'aménagement et de gestion des eaux (SAGE) « Vézère-Corrèze ». Ce document de planification, dont le territoire regroupe les bassins versants de la Vézère et de la Corrèze, d'une superficie de 3 730 km2 est en cours d'élaboration. La structure porteuse de l'élaboration et de la mise en œuvre est le conseil départemental de la Corrèze. Il définit sur son territoire les objectifs généraux d’utilisation, de mise en valeur et de protection quantitative et qualitative des ressources en eau superficielle et souterraine, en respect des objectifs de qualité définis dans le troisième SDAGE  du Bassin Adour-Garonne qui couvre la période 2022-2027, approuvé le 10 mars 2022.
La qualité des eaux de baignade et des cours d’eau peut être consultée sur un site dédié géré par les agences de l’eau et l’Agence française pour la biodiversité.

### Climat
Pour des articles plus généraux, voir Climat de la Nouvelle-Aquitaine et Climat de la Dordogne.
Historiquement, la commune est exposée à un climat océanique aquitain.  
En 2020, Météo-France publie une typologie des climats de la France métropolitaine dans laquelle la commune est exposée à un climat océanique altéré et est dans la région climatique  Ouest et nord-ouest du Massif Central, caractérisée par une pluviométrie annuelle de 900 à 1 500 mm, maximale en automne et en hiver.
Pour la période 1971-2000, la température annuelle moyenne est de 12,6 °C, avec  une amplitude thermique annuelle de 15,5 °C. Le cumul annuel moyen de précipitations est de 874 mm, avec 11,9 jours de précipitations en janvier et 7,1 jours en juillet. Pour la période 1991-2020, la température moyenne annuelle observée sur la station météorologique la plus proche, située sur la commune de Nespouls à 12 km à vol d'oiseau, est de 12,6 °C et le cumul annuel moyen de précipitations est de 836,4 mm,. Pour l'avenir, les paramètres climatiques de la commune estimés pour 2050 selon différents scénarios d’émission de gaz à effet de serre sont consultables sur un site dédié publié par Météo-France en novembre 2022.

## Urbanisme

### Typologie
Au 1er janvier 2024, Pazayac est catégorisée commune rurale à habitat dispersé, selon la nouvelle grille communale de densité à 7 niveaux définie par l'Insee en 2022.
Elle appartient à l'unité urbaine de Brive-la-Gaillarde, une agglomération inter-départementale dont elle est une commune de la banlieue,. Par ailleurs la commune fait partie de l'aire d'attraction de Brive-la-Gaillarde, dont elle est une commune de la couronne,. Cette aire, qui regroupe 80 communes, est catégorisée dans les aires de 50 000 à moins de 200 000 habitants,.

### Occupation des sols
L'occupation des sols de la commune, telle qu'elle ressort de la base de données européenne d’occupation biophysique des sols Corine Land Cover (CLC), est marquée par l'importance des territoires agricoles (76,6 % en 2018), en diminution par rapport à 1990 (82,2 %). La répartition détaillée en 2018 est la suivante : 
zones agricoles hétérogènes (53,4 %), prairies (23,2 %), forêts (14,1 %), zones urbanisées (9,3 %). L'évolution de l’occupation des sols de la commune et de ses infrastructures peut être observée sur les différentes représentations cartographiques du territoire : la carte de Cassini (XVIIIe siècle), la carte d'état-major (1820-1866) et les cartes ou photos aériennes de l'IGN pour la période actuelle (1950 à aujourd'hui).

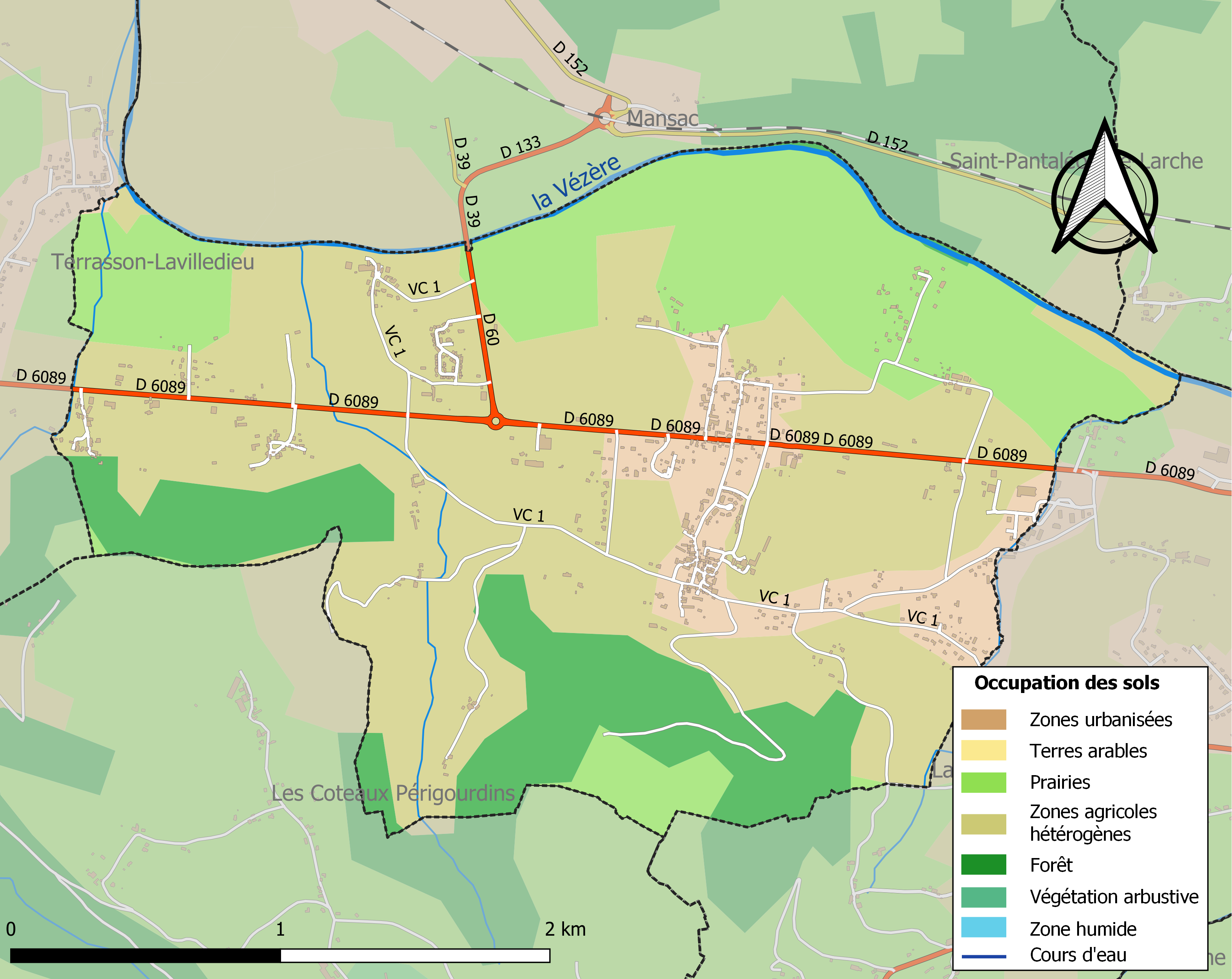
Carte des infrastructures et de l'occupation des sols de la commune en 2018 (CLC).

### Prévention des risques
Le territoire de la commune de Pazayac est vulnérable à différents aléas naturels : météorologiques (tempête, orage, neige, grand froid, canicule ou sécheresse), inondations, feux de forêts, mouvements de terrains et séisme (sismicité très faible). Il est également exposé à deux risques technologiques, le transport de matières dangereuses et la rupture d'un barrage, et à un risque particulier : le risque de radon. Un site publié par le BRGM permet d'évaluer simplement et rapidement les risques d'un bien localisé soit par son adresse soit par le numéro de sa parcelle.

#### Risques naturels
La commune fait partie du territoire à risques importants d'inondation (TRI) de Tulle-Brive, regroupant 20 communes concernées par un risque de débordement de la Corrèze et de la Vézère (17 dans la Corrèze et trois dans la Dordogne), un des 18 TRI qui ont été arrêtés fin 2012 sur le bassin Adour-Garonne. Des cartes des surfaces inondables ont été établies pour trois scénarios : fréquent (crue de temps de retour de 10 ans à 30 ans), moyen (temps de retour de 100 ans à 300 ans) et extrême (temps de retour de l'ordre de 1 000 ans, qui met en défaut tout système de protection). La commune a été reconnue en état de catastrophe naturelle au titre des dommages causés par les inondations et coulées de boue survenues en 1982, 1983, 1993 et 1999,. Le risque inondation est pris en compte dans l'aménagement du territoire de la commune par le biais du plan de prévention des risques inondation (PPRI) de la « vallée de la Vézère »  approuvé le 20 décembre 2000, pour les crues de la Vézère. La crue historique la plus forte sur le secteur du PPRI pour laquelle des informations sont disponibles est la crue d’octobre 1960. Le débit de pointe de cette crue a été défini à 1 360 m3/s à Montignac, soit une période de retour d’environ 250 ans,.
Pazayac est exposée au risque de feu de forêt. L’arrêté préfectoral du 14 mars 2013 fixe les conditions de pratique des incinérations et de brûlage dans un objectif de réduire le risque de départs d’incendie. À ce titre, des périodes sont déterminées : interdiction totale du 15 février au 15 mai et du 15 juin au 15 octobre, utilisation réglementée du 16 mai au 14 juin et du 16 octobre au 14 février. En septembre 2020, un plan inter-départemental de protection des forêts contre les incendies (PidPFCI) a été adopté pour la période 2019-2029,.

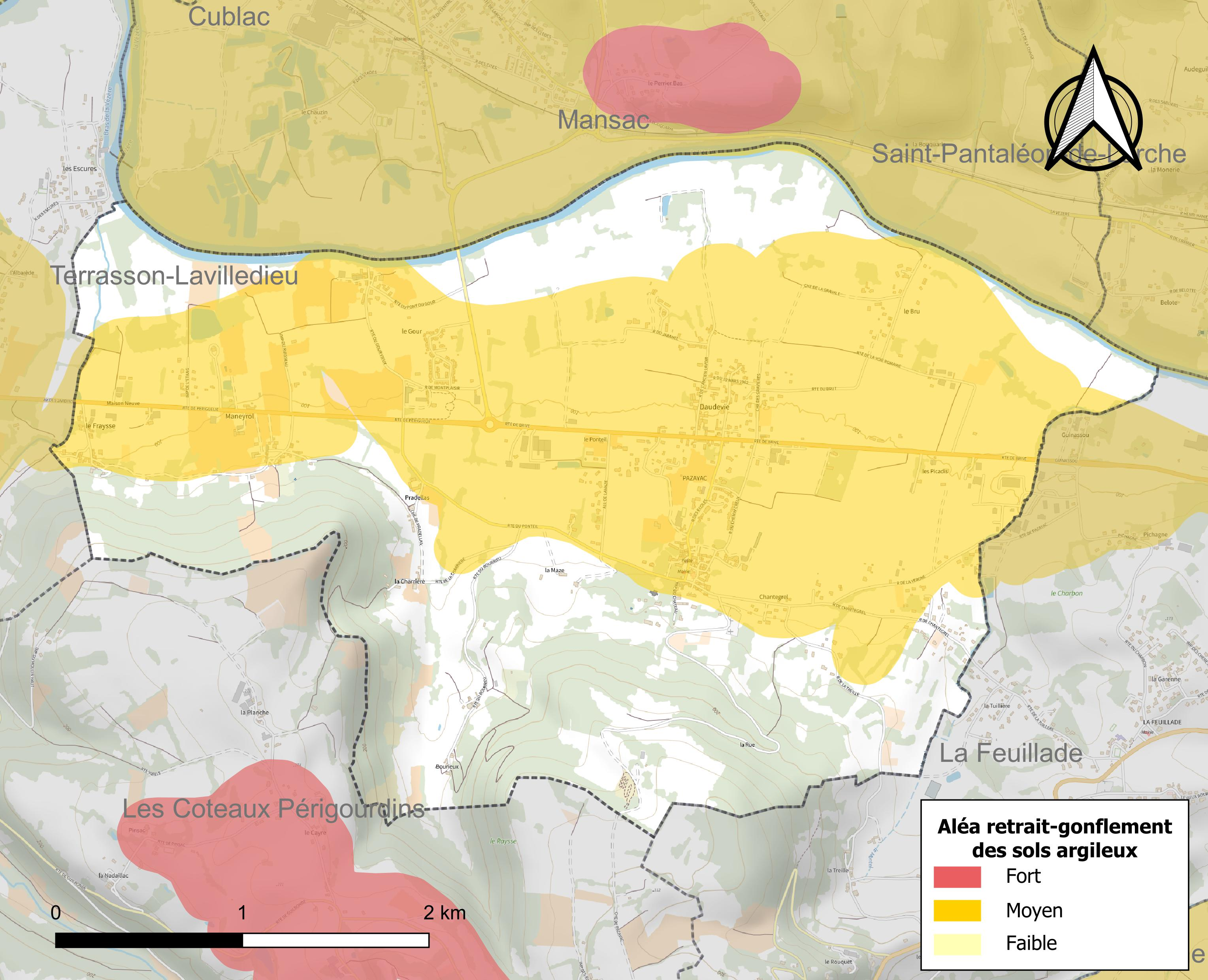
Carte des zones d'aléa retrait-gonflement des sols argileux de Pazayac.

Les mouvements de terrains susceptibles de se produire sur la commune sont des tassements différentiels. Le retrait-gonflement des sols argileux est susceptible d'engendrer des dommages importants aux bâtiments en cas d’alternance de périodes de sécheresse et de pluie. 55,3 % de la superficie communale est en aléa moyen ou fort (58,6 % au niveau départemental et 48,5 % au niveau national métropolitain). Depuis le 1er octobre 2020, en application de la loi ÉLAN, différentes contraintes s'imposent aux vendeurs, maîtres d'ouvrages ou constructeurs de biens situés dans une zone classée en aléa moyen ou fort,.
La commune a été reconnue en état de catastrophe naturelle au titre des dommages causés par la sécheresse en 2018 et 2019 et par des mouvements de terrain en 1999.

#### Risque technologique
La commune est en outre située en aval du barrage de Monceaux la Virolle, un ouvrage de classe A situé dans le département de la Corrèze et faisant l'objet d'un PPI depuis 2009. À ce titre elle est susceptible d’être touchée par l’onde de submersion consécutive à la rupture d'un de ces ouvrages.

#### Risque particulier
Dans plusieurs parties du territoire national, le radon, accumulé dans certains logements ou autres locaux, peut constituer une source significative d’exposition de la population aux rayonnements ionisants. Selon la classification de 2018, la commune de Pazayac est classée en zone 3, à savoir zone à potentiel radon significatif.

## Toponymie

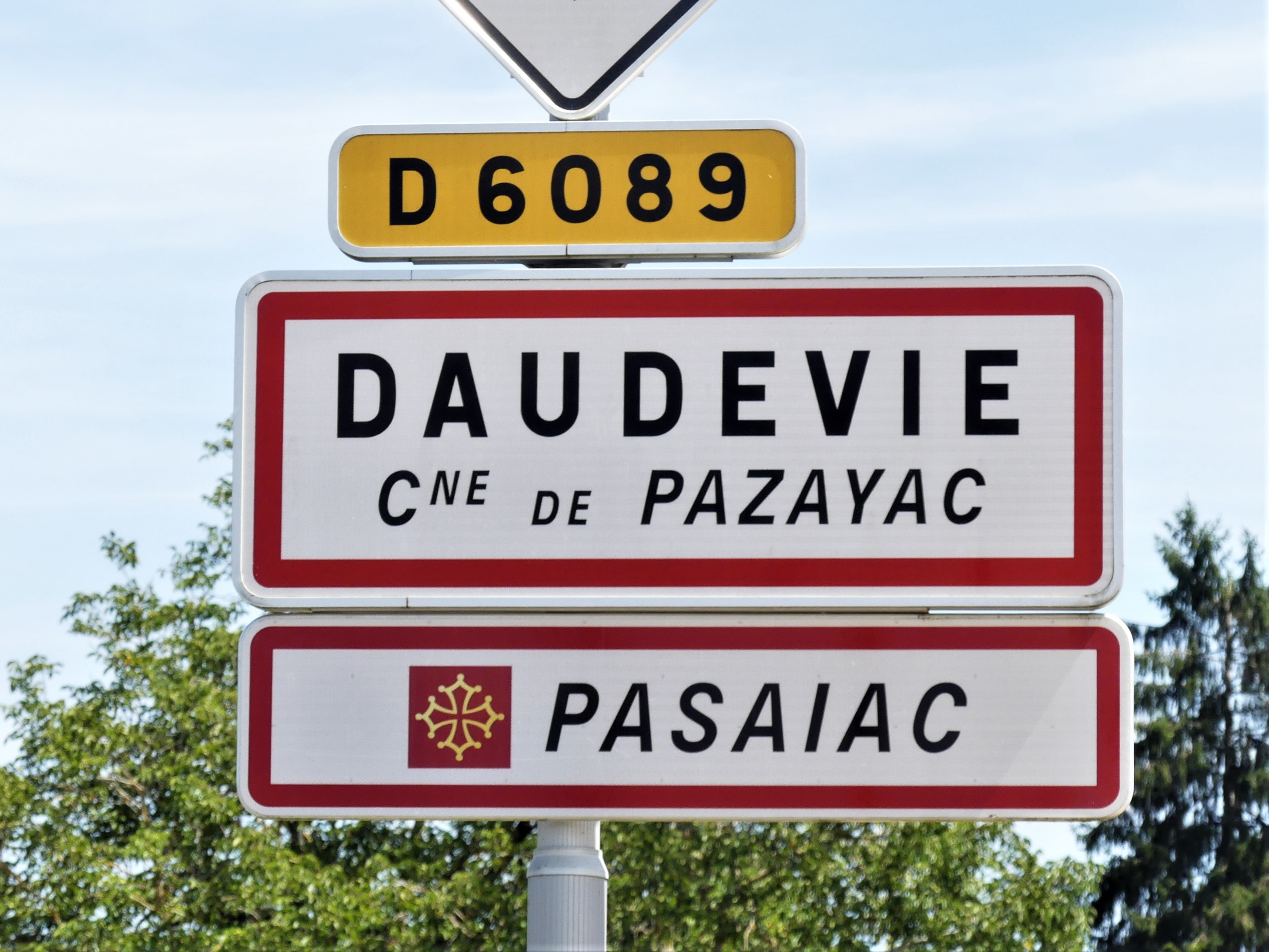
Panneau d'entrée au lieu-dit Daudevie, avec nom de la commune en occitan.

En occitan, la commune porte le nom de Pasaiac.
Sur la planète Mars, en février 2021, l'une des cibles d'analyses poussées effectuées sur un affleurement rocheux par l'astromobile Curiosity de la NASA, est baptisée d'après la commune.

## Politique et administration

### Administration municipale
La population de la commune étant comprise entre 500 et 1 499 habitants au recensement de 2017, quinze conseillers municipaux ont été élus en 2020,.

### Liste des maires

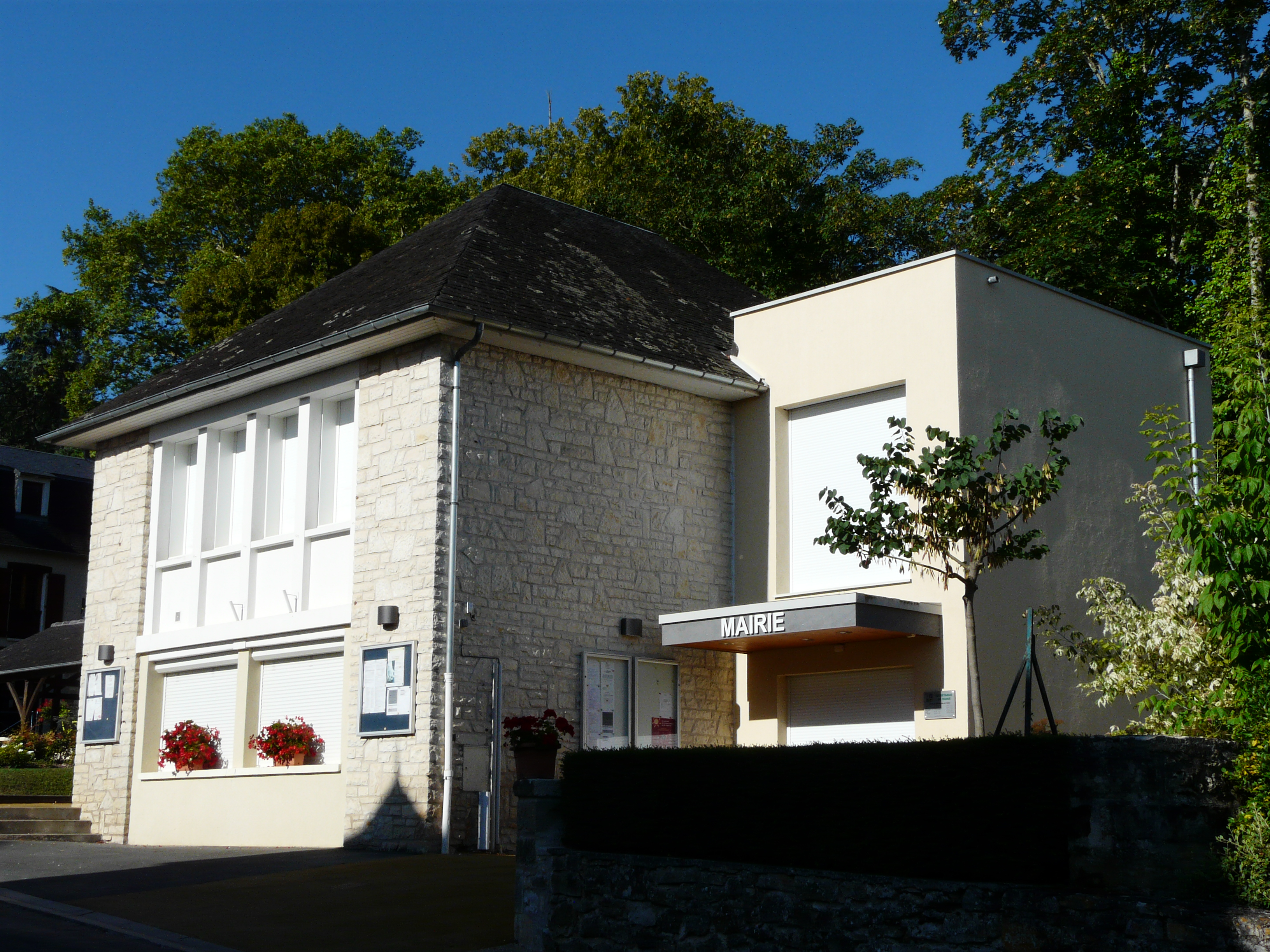
La mairie en 2013.

| Période                                  | Période  | Identité              | Étiquette | Qualité                   |
| ---------------------------------------- | -------- | --------------------- | --------- | ------------------------- |
| Les données manquantes sont à compléter. |          |                       |           |                           |
|                                          |          |                       |           |                           |
| juin 1995 (réélu en mai 2020)            | En cours | Jean-Jacques Dumontet | SE        | Expert comptable retraité |

## Équipements et services publics

### Justice
Dans le domaine judiciaire, Pazayac relève : 
- du tribunal judiciaire, du tribunal pour enfants, du conseil de prud'hommes et du tribunal de commerce de Périgueux ;
- du pôle Nationalité du tribunal judiciaire de Périgueux (compétent uniquement dans le domaine de la nationalité) ;
- de la cour d'appel, du tribunal administratif et de la  cour administrative d'appel de Bordeaux.

## Population et société

### Démographie
L'évolution du nombre d'habitants est connue à travers les recensements de la population effectués dans la commune depuis 1793. Pour les communes de moins de 10 000 habitants, une enquête de recensement portant sur toute la population est réalisée tous les cinq ans, les populations de référence des années intermédiaires étant quant à elles estimées par interpolation ou extrapolation. Pour la commune, le premier recensement exhaustif entrant dans le cadre du nouveau dispositif a été réalisé en 2006.

En 2022, la commune comptait 803 habitants, en évolution de −7,59 % par rapport à 2016 (Dordogne : +0,37 %, France hors Mayotte : +2,11 %).
| 1793 | 1800 | 1806 | 1821 | 1831 | 1836 | 1841 | 1846 | 1851 |
| ---- | ---- | ---- | ---- | ---- | ---- | ---- | ---- | ---- |
| 577  | 566  | 559  | 636  | 639  | 659  | 588  | 589  | 583  |

| 1856 | 1861 | 1866 | 1872 | 1876 | 1881 | 1886 | 1891 | 1896 |
| ---- | ---- | ---- | ---- | ---- | ---- | ---- | ---- | ---- |
| 558  | 524  | 503  | 528  | 513  | 511  | 504  | 502  | 501  |

| 1901 | 1906 | 1911 | 1921 | 1926 | 1931 | 1936 | 1946 | 1954 |
| ---- | ---- | ---- | ---- | ---- | ---- | ---- | ---- | ---- |
| 507  | 502  | 511  | 462  | 423  | 410  | 391  | 372  | 414  |

| 1962 | 1968 | 1975 | 1982 | 1990 | 1999 | 2006 | 2011 | 2016 |
| ---- | ---- | ---- | ---- | ---- | ---- | ---- | ---- | ---- |
| 418  | 411  | 625  | 627  | 640  | 574  | 709  | 856  | 869  |

| 2021 | 2022 | - | - | - | - | - | - | - |
| ---- | ---- | - | - | - | - | - | - | - |
| 827  | 803  | - | - | - | - | - | - | - |

## Économie

### Emploi
En 2015, parmi la population communale comprise entre 15 et 64 ans, les actifs représentent 411 personnes, soit 48,1 % de la population municipale. Le nombre de chômeurs (cinquante-trois) a fortement augmenté par rapport à 2010 (trente) et le taux de chômage de cette population active s'établit à 12,9 %.

### Établissements
Au 31 décembre 2015, la commune compte 73 établissements, dont trente-cinq au niveau des commerces, transports ou services, dix-neuf dans la construction, neuf dans l'industrie, six dans l'agriculture, la sylviculture ou la pêche, et quatre relatifs au secteur administratif, à l'enseignement, à la santé ou à l'action sociale.

### Entreprises
Dans le secteur de l'industrie, parmi les entreprises dont le siège social est en Dordogne, l'« Entreprise Gardarein Denis », implantée à Pazayac se classe en 50e position quant au chiffre d'affaires hors taxes en 2015-2016, avec 4 105 k€.

## Culture locale et patrimoine

### Lieux et monuments
- Église Saint-Blaise[65].

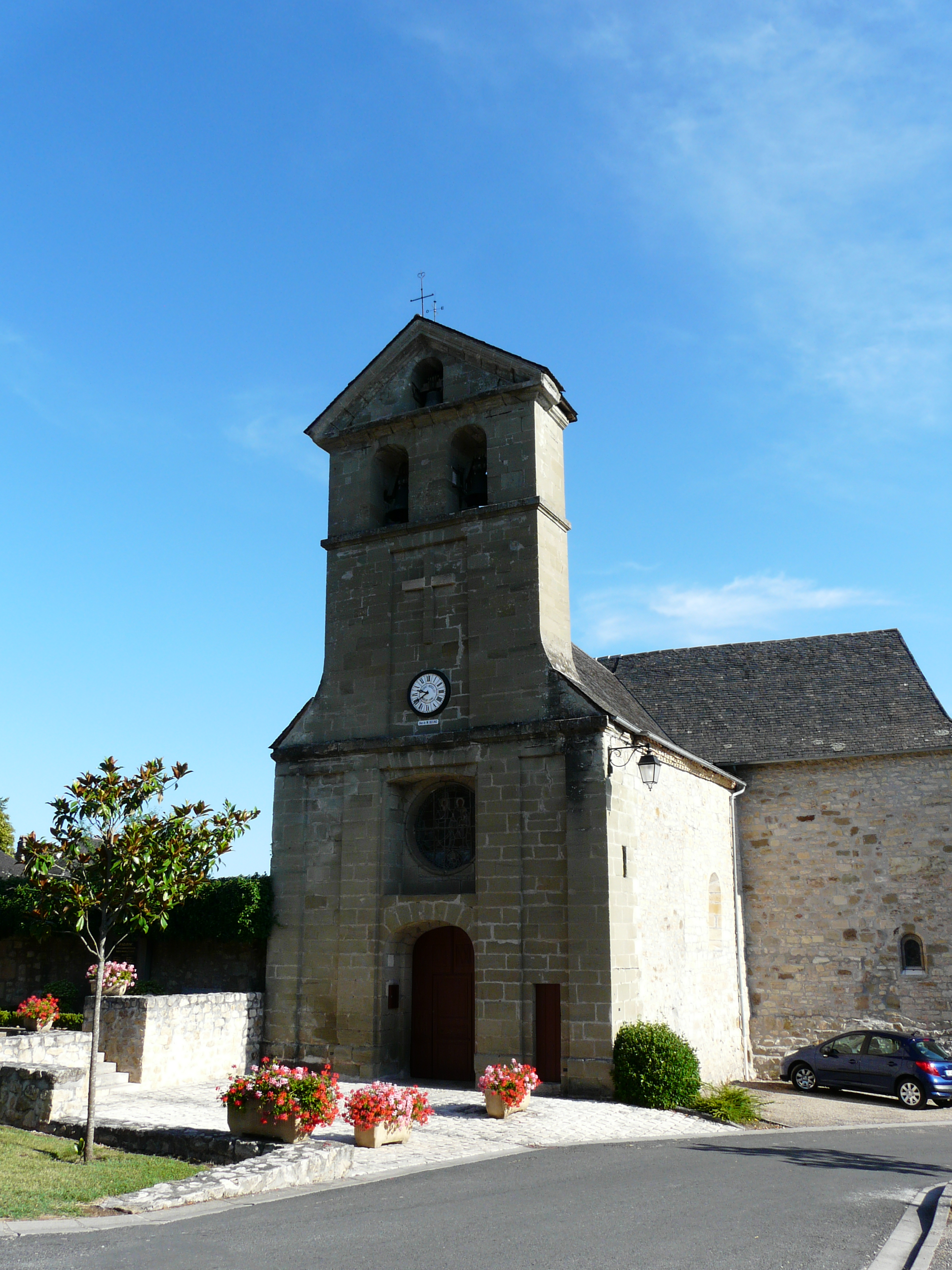
L'église Saint-Blaise.
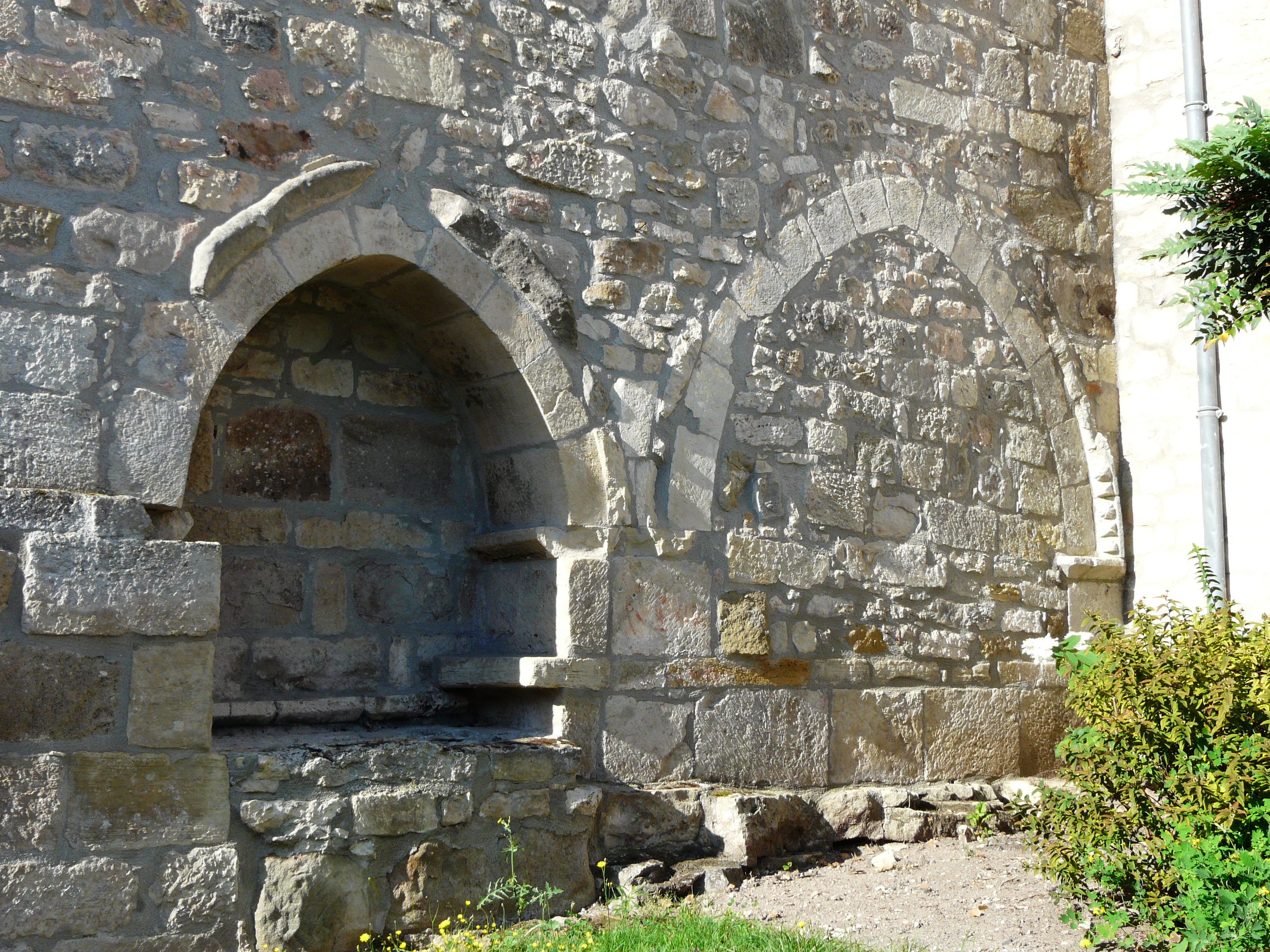
Enfeus à l'extérieur de l'église.
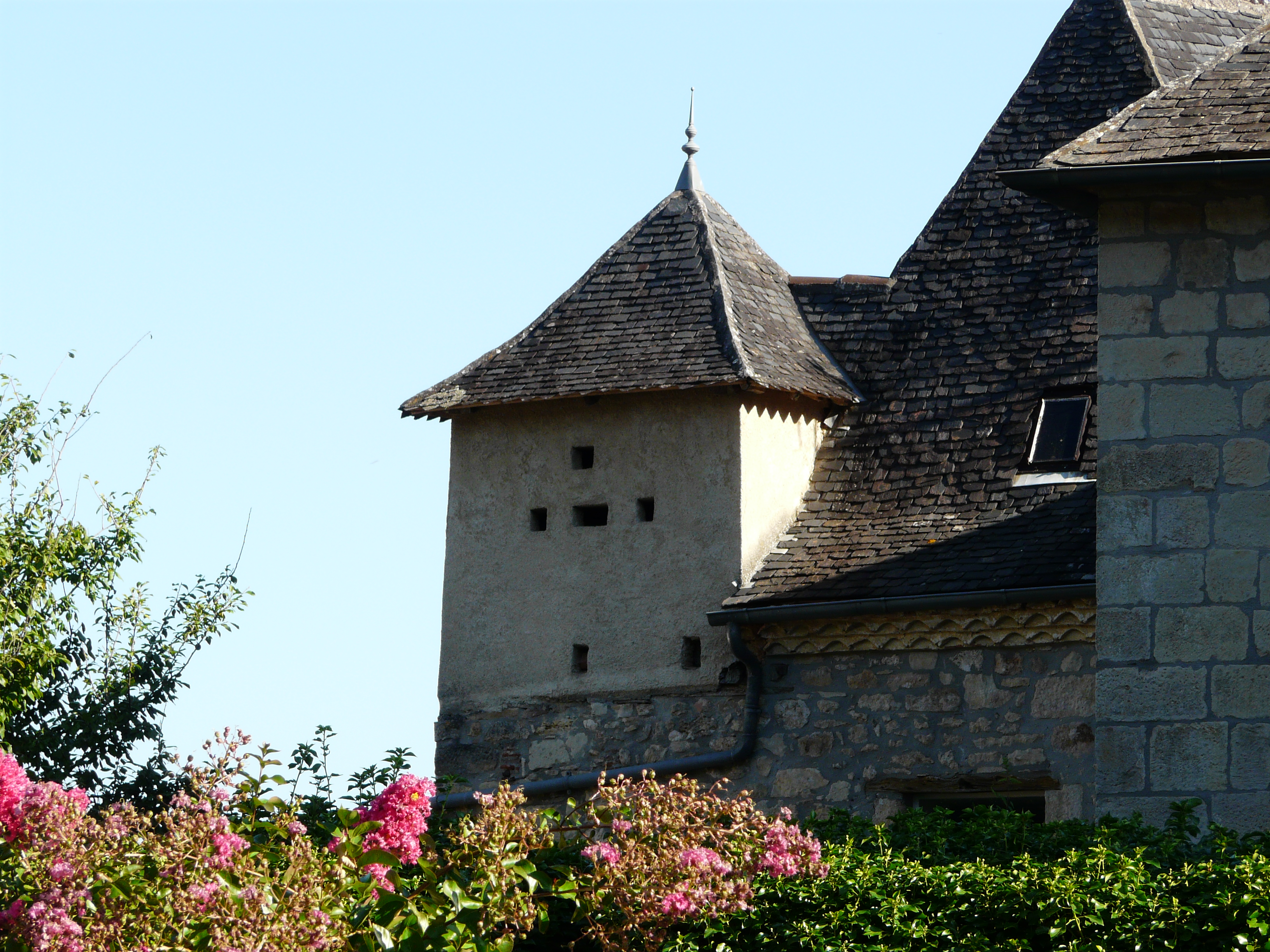
Pigeonnier dans le bourg.
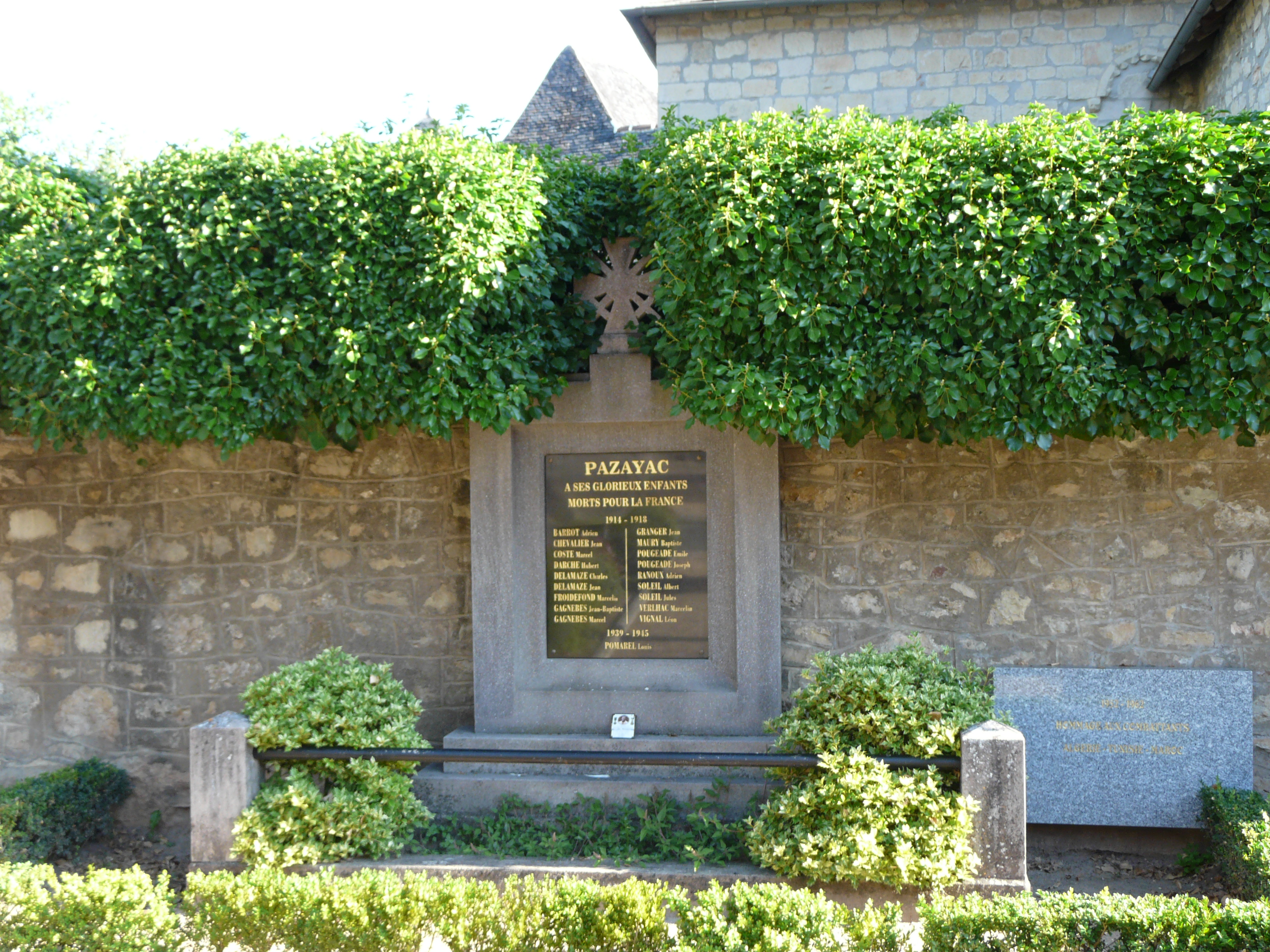
Le monument aux morts.

### Héraldique
| Blason de Pazayac | Blason  | Écartelé, aux premier et quatrième d'argent à l'arbre de sinople, fûté de sable, fruité de trois pièces mal ordonnées de gueules et surmonté de deux étoiles du même, au deuxième d'azur au château du lieu de deux tours couvertes d'argent, maçonné de sable, au troisième de sinople à trois fasces d'argent, la première fasce de sinople frettée d'argent. |
| Blason de Pazayac | Détails | Officiel, blason présent sur le site internet de la commune |

## Pour approfondir